# Fadila Abdelhafid
Fadila Abdelhafid, née le 4 octobre 1963, est une karatéka franco-algérienne.

## Carrière
Fadila Abdelhafid est médaillée d'or en kata individuel aux Jeux panarabes de 1997 à Beyrouth ainsi qu'aux Jeux africains de 1999 à Johannesbourg. Elle est ensuite médaillée de bronze en kata individuel aux Jeux africains de 2003 à Abuja.
Elle devient par la suite entraîneuse de karaté à l'USCBO shito ryu karaté de Cannes la Bocca,.